# Tachpenés
Tachpenés byla egyptská královna, manželka faraóna neznámého jména, která žila v 10. století př. n. l. Vychovávala svého synovce Genubata z edomského královského rodu. Její švagr byl Hadad Edómský. 
Jediná historická zpráva o ní se nachází v Bibli, v 1. knize královské.